# 이고리 페트렌코

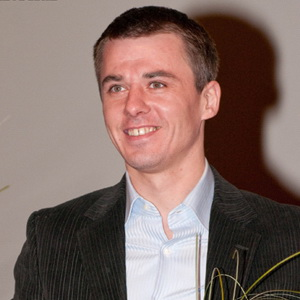

이고리 페트렌코(Igor Petrenko, 1977년 8월 23일 ~ )는 소련의 배우, 텔레비전 배우이다. 포츠담에서 태어났다.

## 영화
- 윈터스 리벤지 (2020년) - 알렉산더 역
- 대장 부리바 (2009년)
- 포비든 리얼리티 (2009년)
- 울프하운드 (2006년)
- 드라이버 포 베라 (2004년)
- 즈베즈다 (2002년)